# 덴마크 자유군단
덴마크 자유군단(덴마크어: Frikorps Danmark 단마르크 자유군단, 독일어: Dänische SS-Einheiten 데니셔 자유군단)은 독일 무장친위대 소속 자유군단 중 하나이다. 1941년 덴마크 민족사회주의노동자당이 제2차 세계 대전에서 독일과의 협력 관계를 구축하고 소련에 맞서기 위해 창설된 덴마크인 자유군단이다. 1943년에 해체될 때까지 약 6,000명에 달하는 덴마크인, 덴마크 정부군 장교 77명이 가담했다.

## 주요 지휘관
- 크리스티안 페데르 크뤼싱
- 크리스티안 프레데리크 폰 샬부르크
- 크누드 뵈르게 마르틴센
- 한스알베르트 폰 레토우보르베크
- 포울 네르고르야콥센

## 같이 보기
- 샬부르크 부대
- 페테르 그룹
- 로렌센 그룹